# Medak (dystrykt)

Dystrykt Medak w stanie Telangana

Medak – jeden z dziesięciu dystryktów indyjskiego stanu Telangana, o powierzchni 9700 km². Liczba mieszkańców tego dystryktu wynosi 2 663 783 osób (2004). Stolicą jest Sangareddi.
Do 2 czerwca 2014 r. dystrykt wchodził w skład stanu Andhra Pradesh.

## Położenie
Na zachodzie graniczy ze stanem Karnataka, od północy z dystryktem Nizamabad, a od północnego wschodu z Karimnagar. Na wschodzie sąsiaduje z dystryktem Warangal i Nalgonda, a na południu z dystryktem Rangareddi.